# Szamosdara
Szamosdara (románul Dara) falu Romániában, Szatmár megyében.

## Fekvése
Romániában, a Szatmári-síkságon, Szatmárnémetitől nyugatra, a Szamos jobb partján, a román-magyar határ mellett található.

## Története
A település neve már az 1300-as években előfordult az oklevelekben, Darah alakban, mint a Darahy család birtoka.
1373-ban a Piliskey család szerez itt magának részbirtokot.
1433-ban a Csáky család, 1483-ban a Szokoly család volt a település birtokosa, ugyanakkor a Daray család a velük rokon Irinyi család tagjainak adnak zálogba részeket.
1633-ban az Ujlaky család kap benne részt az egyik Petheő leány révén.
1635-ben Sóvágó Gergely és Sóvágó János az egész helységre nyer nádori adományt, de beiktatásuknak Pethő István özvegye, Melith Péter és Vetési Kökényesdi Péter ellentmondanak.
A 18. század elején a báró Thoroczkay, a Bölcskey, Buday, Kisdobronyi Isaák családok birtoka volt, majd a század végén, és a 19. század elején az Eötvös, báró Jósika, Kállay, Buday családoké lett.
A 20. század elején legnagyobb birtoka Csengery Mayer Samunak volt itt.
A település határába olvadt Vizsoly középkori falu is:

## Vizsoly
1483-ban még népes településnek írták le Vizsoly falut a korabeli oklevelek. Ekkor abban a záloglevélben említik, melyben a Daray család a vele rokon Irinyi család tagjainak zálogosítja el, s ugyancsak ekkor, 1483-ban iktatják be a Szokoliakat és a Darayakat más részekbe.
1608-ban már pusztaként említették, ekkor Pethő István birtoka volt.
1633-ban Sóvágó Gergely és János kapnak rá királyi adományt.

## Nevezetességek
- Római katolikus templom – 1916-ban épült a középkori templom rossz állapota miatt.
- Református templom – 1948-ban építették újjá.